# Duque (cão)
Duque (Porto Alegre, 1947 - São Bernardo do Campo, 1965), foi um cão ator brasileiro da raça pastor alemão que estrelou diversos filmes da produtora Vera Cruz.

## Biografia
Duque foi adotado pelo caminhoneiro e adestrador de cães Jordano Martinelli para guardar cargas. Foi descoberto em 1950, quando a equipe da produtora Vera Cruz estava gravando as externas do filme Terra é Sempre Terra. Ele caiu nas graças da equipe , foi contratado e estreou no ano seguinte, no filme Ângela. Mas foi ao lado de Mazzaropi que Duque ganhou a fama, interpretando o cão Coronel no primeiro filme do ator, Sai da Frente. Depois desse filme, atuou em muitos outros (a maioria com Mazzaropi), se tornando  o cão mais famoso do cinema nacional além de ser campeão de adestramento. Ele também teria chegado a ganhar mais que muitos artistas famosos da época.
O dinheiro ganho por Jordano com o trabalho de Duque foi usado para a construção de uma escola para adestramento que ganhou o seu nome (Escola para Cães Duque), em 1955. Duque continuou atuando até 1962 e faleceu em 1965, aos dezoito anos, deixando muitos descendentes no canil de Martinelli, sendo que alguns também se tornaram atores, como o cão Lobo, que foi astro da série Vigilante Rodoviário.

## Filmografia
- 1951 - Ângela
- 1952 - Sai da Frente - Coronel
- 1953 - Nadando em Dinheiro - Coronel
- 1953 - Uma Pulga na Balança
- 1954 - Candinho (filme)
- 1955 - A Carrocinha - Duque, cão de Ermelinda
- 1958 - Ravina
- 1958 - Chofer de Praça (não creditado) - Brás, o "cão da jardineira"
- 1962 - O Vendedor de Linguiças - Cão que rouba linguiças